# Gone Troppo
Gone Troppo è il decimo album da solista di George Harrison, pubblicato nel 1982 dall'etichetta Dark Horse Records.

## Storia
Nei primi anni ottanta Harrison era sempre più frustrato dai limiti e dalle imposizioni del music business. I problemi e le lungaggini nella lavorazione di Somewhere in England lo convinsero della necessità di staccare dal mondo della musica e prendersi una lunga vacanza.
Il contratto di distribuzione con la Warner Bros. Records prevedeva ancora un album, che Harrison si affrettò a registrare e pubblicare.
Per questi motivi fu descritto dall'autore come un album dal dichiarato intento commerciale. Piuttosto ironicamente, il disco fu un tremendo flop. Forse a causa della mancata promozione, ma più probabilmente per la pessima qualità delle canzoni. Gone Troppo è tuttora considerato uno dei peggiori album di un Beatle solista.
Curiose la surreale copertina, lo strano titolo (che significa qualcosa come "Andar fuori di testa ai Tropici") e le dettagliate istruzioni su come preparare dell'ottimo cemento.
Da notare che Circles risale al 1968; si tratta di una canzone composta dopo la celebre visita dei Beatles in India, e non presa in considerazione per il White Album.

## Tracce
1. Wake Up My Love – 3:34
2. That's The Way It Goes – 3:34
3. I Really Love You – 2:54
4. Greece – 3:58
5. Gone Troppo – 4:25
6. Mystical One – 3:42
7. Unknown Delight – 4:16
8. Baby Don't Run Away – 4:01
9. Dream Away – 4:29
10. Circles – 3:46

### Ristampa del 2004
L'album è stato ristampato su CD nel 2004, sia individualmente sia come parte integrante del cofanetto The Dark Horse Years 1976-1992. La ristampa presenta un suono rimasterizzato, un libretto molto curato (si tratta in realtà di una sorta di poster) e, come bonus track, il demo di Mystical One.